# Comuna Velîka Ilovîțea, Șumsk
Velîka Ilovîțea (în ucraineană Велика Іловиця) este o comună în raionul Șumsk, regiunea Ternopil, Ucraina, formată din satele Antonivți, Mala Ilovîțea și Velîka Ilovîțea (reședința).

## Demografie
Componența lingvistică a comunei Velîka Ilovîțea
     Ucraineană (99,69%)
     Alte limbi (0,31%)
Conform recensământului din 2001, majoritatea populației comunei Velîka Ilovîțea era vorbitoare de ucraineană (99,69%), existând în minoritate și vorbitori de alte limbi.